# Maribor
Maribor (in tedesco Marburg an der Drau, in italiano storico Marburgo sulla Drava) è una città di 105 089 abitanti della Slovenia, secondo centro più popoloso del paese dopo la capitale Lubiana, nonché capoluogo e maggiore città della regione della Stiria slovena.
Importante nodo ferroviario e industriale, nonché centro di produzione di vino e mele, è situata nel nord-est del paese, sul fiume Drava, nel punto in cui si incontrano i monti Pohorje, la valle della Drava, la piana della Drava e le catene collinari del Kozjansko e del Slovenske gorice ed è nota anche per la sua stazione sciistica sulle Pohorje ed il suo festival culturale di nome Festival Lent.
Capitale europea della cultura per il 2012 assieme a Guimarães, ha come stemma un piccione verde che scende in volo verso un castello bianco con due torri e un cancello, su un campo rosso.

## Storia
La prima menzione della città risale al XIII secolo. Maribor venne assediata nei secoli XVI e XVII due volte dagli invasori turchi, ma la città rimase sotto il controllo degli Asburgo fino alla fine della prima guerra mondiale, quando lo sloveno Rudolf Maister organizzò un'operazione militare che assicurò Maribor e l'area circostante all'appena costituito Regno dei Serbi, Croati e Sloveni.
Nel 1910, prima della Grande Guerra, l'80,9% della cittadinanza dichiarò come lingua d'uso il tedesco: molti tra questi erano sloveni germanizzati, che venivano chiamati dai loro ex connazionali col termine dispregiativo di Nemčuri. Quasi il 20% invece dichiarò come lingua d'uso lo sloveno, ma gran parte del capitale e della vita pubblica era in mano tedesca. L'area circostante era popolata in grande maggioranza da sloveni, anche se molti tedeschi vivevano in piccoli centri come Ptuj.
Durante la prima guerra mondiale, molti sloveni in Carinzia e Stiria furono imprigionati in quanto considerati nemici dello Stato, il che avrebbe provocato successivi conflitti tra austriaci tedeschi e sloveni. Dopo la caduta dell'Impero austro-ungarico, Maribor fu contesa tra lo Stato degli Sloveni, Croati e Serbi (di vita effimera, venne sostituito alla fine del 1918 dal Regno dei Serbi, Croati e Sloveni) e dalla Prima Repubblica Austriaca. Tra fine ottobre e novembre 1918, l'ex maggiore austriaco di etnia slovena Rudolf Maister occupò la città, sciolse la giunta cittadina e proclamò l'annessione di Maribor e di tutta la Bassa Stiria al neonato Stato SHS.

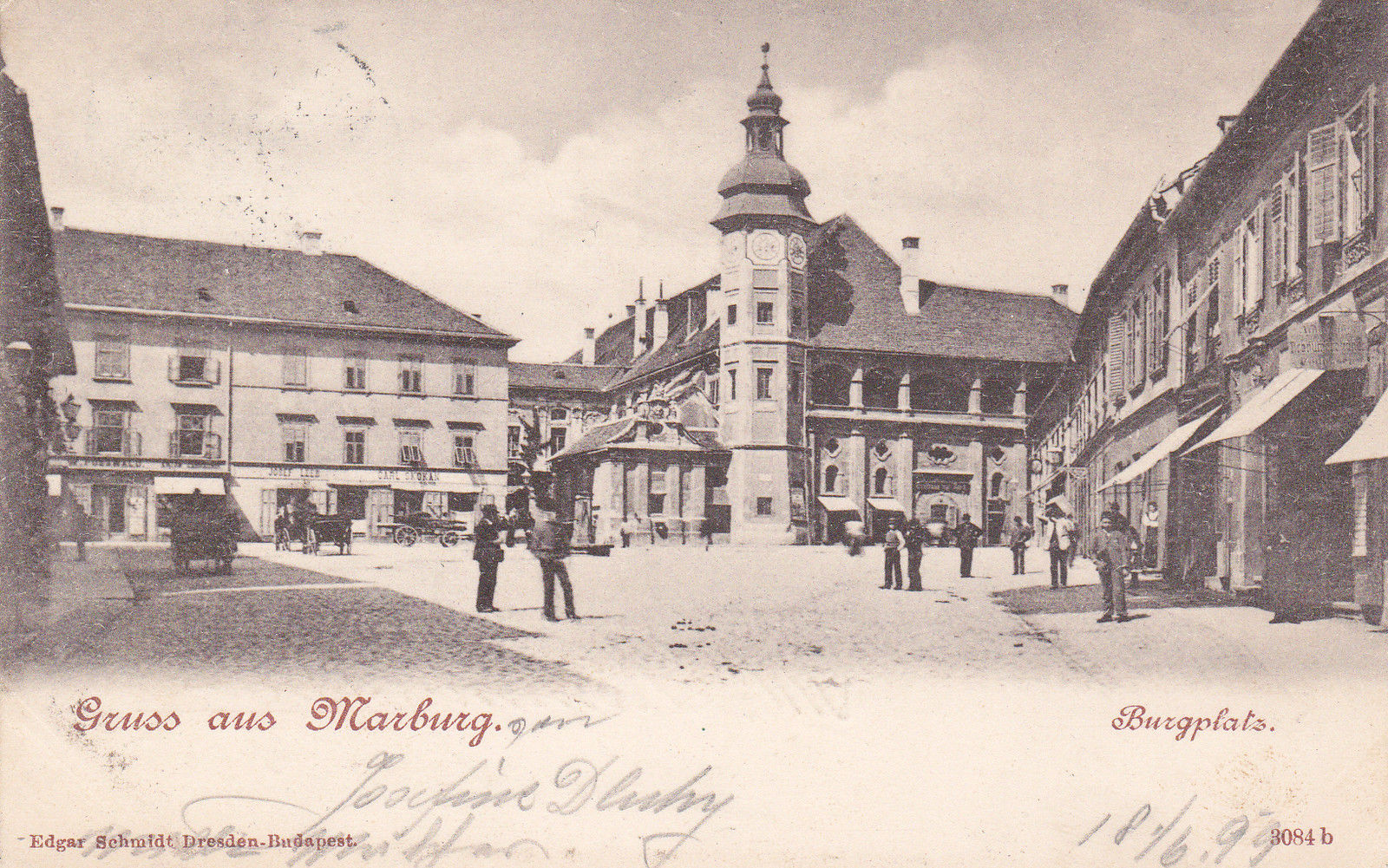
Maribor nel 1899 in una cartolina

Il 27 gennaio 1919, mentre la popolazione attendeva nella piazza principale l'arrivo di una delegazione statunitense che aveva l'incarico di verificare la situazione etnica per le successive trattative di pace, le truppe slovene al comando di Maister chiusero gli accessi alla piazza e aprirono il fuoco, causando 13 morti e oltre 60 feriti tra i civili. La giornata viene tradizionalmente ricordata nelle fonti tedesche come Marburger Blutsonntag (Domenica di sangue di Marburgo). Le fonti slovene tendono a rovesciare la responsabilità sui germanofoni, affermando che ci fu un attacco dei dimostranti contro le truppe slovene, le quali comunque non lamentarono morti o feriti.
Successivamente, la città fu assegnata al Regno di Jugoslavia, e già nel primo censimento post-bellico del 1921 la percentuale dei germanofoni di Maribor scese al 25%, oscillando su questa percentuale durante tutti gli anni trenta, quando la città fu comunque teatro di una massiccia immigrazione di sloveni della Venezia Giulia che espatriavano per motivazioni economiche e politiche. Il contributo dei nuovi arrivati fu fondamentale per la trasformazione della fisionomia nazionale della città, che finì per diventare un borgo prevalentemente slavo. La politica del neonato Stato jugoslavo fu fortemente discriminatoria contro i tedeschi, tendendo alla loro rapida slovenizzazione. Pur in un contesto così sfavorevole, vennero mantenuti alcuni diritti quali l'insegnamento nella propria lingua nativa (fortemente contrastato), e alcune famiglie germanofone di Maribor rimasero fra le più preminenti della città.
Nell'aprile del 1941 dopo l'aggressione da parte delle forze dell'Asse alla Jugoslavia, l'intera parte jugoslava della Stiria venne annessa al Terzo Reich. Adolf Hitler visitò la città e ordinò ai suoi seguaci di "rendere questa terra di nuovo tedesca", scatenando un'ondata di violenza contro gli sloveni. Maribor - maggior centro industriale della regione, con un'estesa industria degli armamenti - venne bombardata sistematicamente dagli Alleati durante la seconda guerra mondiale.
Dopo la liberazione del 1945, tutti i tedeschi vennero espulsi dalla città e dal circondario e molti vennero trucidati. Maribor capitalizzò la sua vicinanza all'Austria e la sua manodopera esperta, e si sviluppò come un importante centro di transito, industriale e culturale della Slovenia orientale. 
Dopo la secessione della Slovenia dalla Jugoslavia nel 1991, la perdita del mercato iugoslavo mise a dura prova l'economia cittadina, basata sull'industria pesante, producendo dei livelli record di disoccupazione di quasi il 25%. La situazione è migliorata a partire dalla metà degli anni novanta, con lo sviluppo della piccola e media impresa.
Di Maribor è originaria la famiglia italiana di religione ebraica Morpurgo, espulsa dalla città nel XVI secolo e rifugiatasi a Gradisca.

## Monumenti e luoghi d'interesse

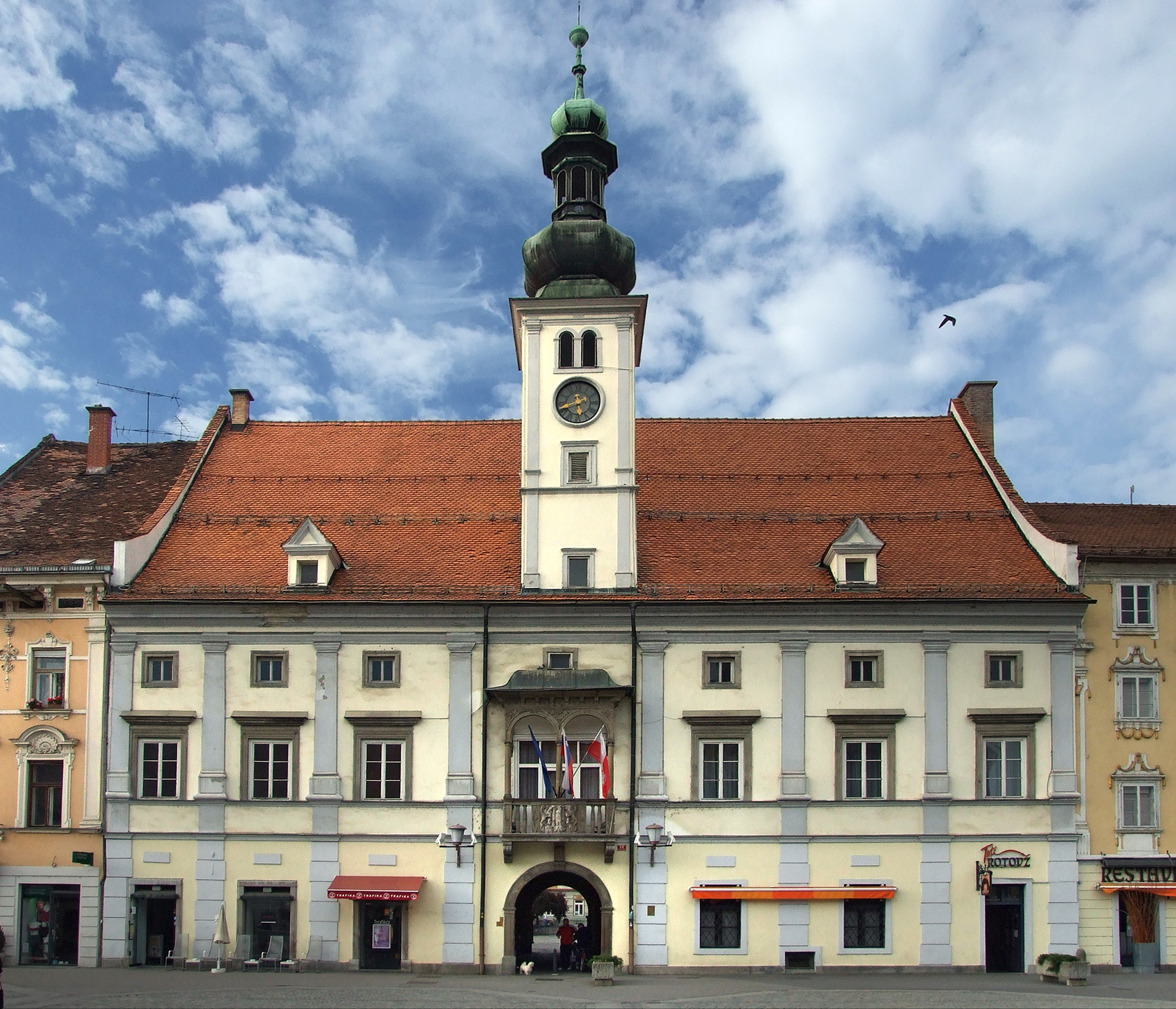
Il municipio di Maribor

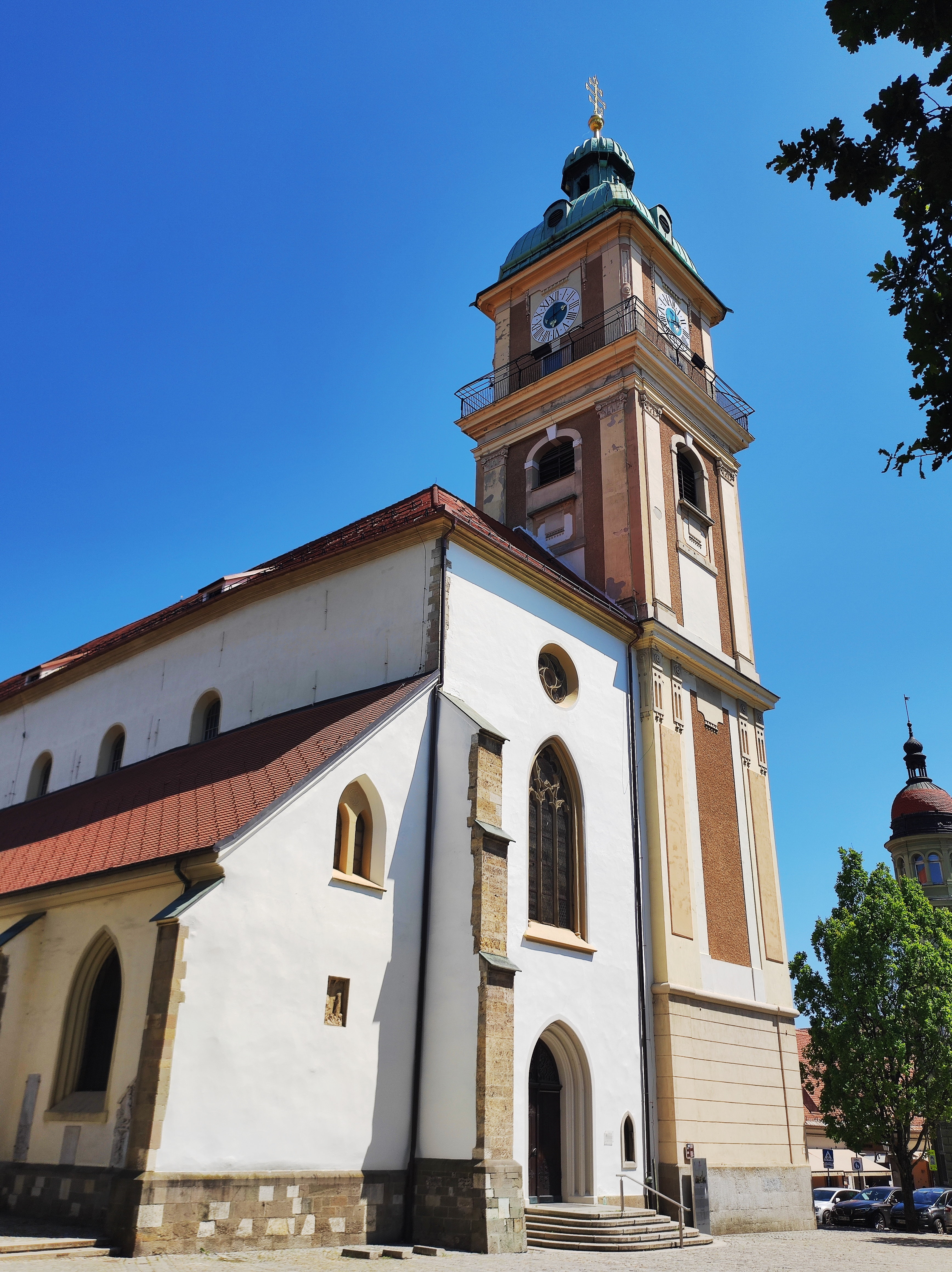
la Cattedrale di San Giovanni Battista

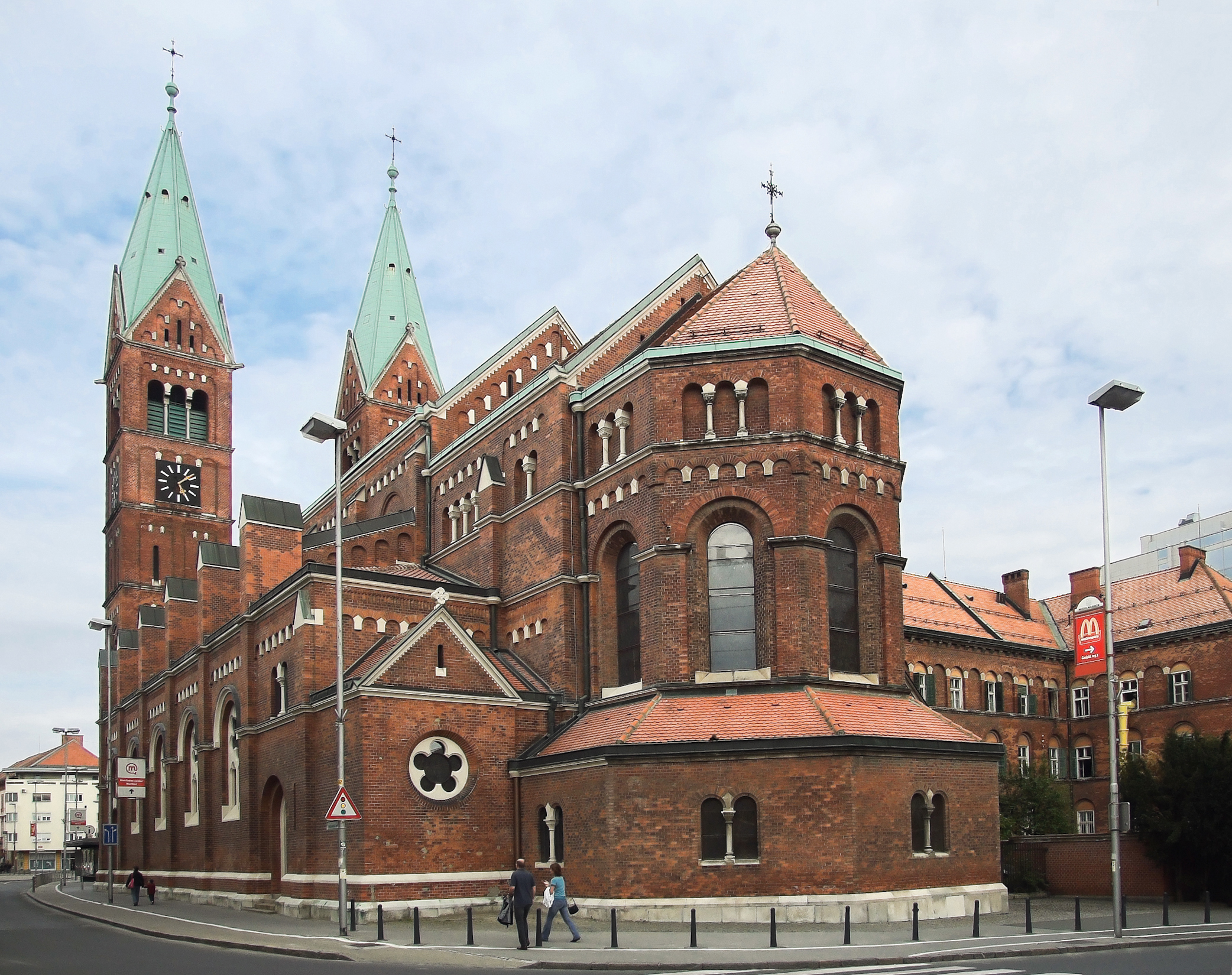
Basilica di Nostra Madre della Misericordia (bazilika Matere Usmiljenja)

- Cattedrale di San Giovanni Battista
- Municipio di Maribor

## Società

### Evoluzione demografica
| 1880 | 17 628 | 13 517 (76,7 %) | 2 431 (13,8 %)  |
| 1890 | 19 898 | 15 590 (78,3 %) | 2 653 (13,3 %)  |
| 1900 | 24 601 | 19 298 (78,4 %) | 4 062 (16,5 %)  |
| 1910 | 27 994 | 22 653 (80,9 %) | 3 828 (13,7 %)  |
| 1921 | 30 662 | 6 595 (21,5 %)  | 20 759 (67,7 %) |
| 1931 | 33 131 | 2 741 (8,3 %)   |                 |
| 1941 | 57 410 |                 |                 |
| 1948 | 65 009 | 268 (0,4 %)     | 60 940 (93,7 %) |
| 2002 | 94 828 |                 | (89,2%)         |
| 2011 | 95 171 |                 |                 |
| 2016 | 95 589 |                 |                 |

### Lingue e dialetti
| %      | Ripartizione linguistica (gruppi principali) |
| ------ | -------------------------------------------- |
| 3,68%  | madrelingua croata                           |
| 0,04%  | madrelingua italiana                         |
| 1,25%  | madrelingua serbo-croata                     |
| 86,13% | madrelingua slovena                          |
| 1,80%  | madrelingua serba                            |

## Cultura

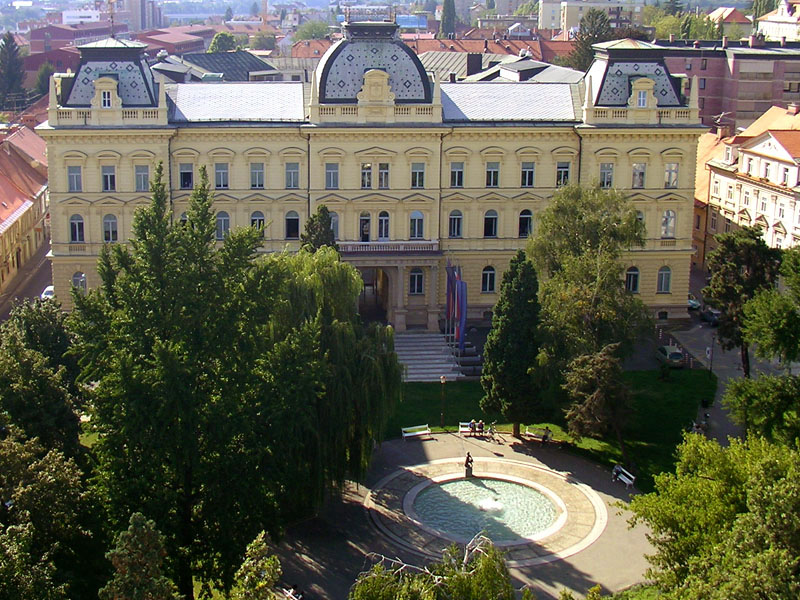
Edificio principale dell'Università di Maribor

Maribor è sede di una università, fondata ai tempi dell'ex Jugoslavia nel 1976.
Vi si trova inoltre la più vecchia pianta di vite del mondo, chiamata Stara trta, che ha più di 500 anni.
Ogni giugno, per due settimane, si tiene il Festival Lent (il nome deriva dal nome del quartiere sul fiume), con centinaia di eventi musicali, teatrali e di altro genere.

## Infrastrutture e trasporti
Maribor è collegata via ferrovia all'Italia e all'Austria tramite la ferrovia San Candido-Maribor. La stazione di Maribor è stata costruita nel 1844.
L'aeroporto di Maribor-Orehova Vas è lo scalo aereo di riferimento della città nonché il secondo aeroporto per importanza della Slovenia.

## Sport

### Sci
Ogni gennaio, la stazione sciistica di Maribor (Mariborsko Pohorje), situata alla periferia della città sui declivi del monte Pohorje, ospita gare di slalom speciale e slalom gigante femminile valide per la Coppa del Mondo di sci alpino, note come Zlata lisica (La volpe dorata).

### Calcio
Lo Stadion Ljudski vrt è l'impianto sportivo più grande della città e ospita la principale squadra cittadina, il Nogometni Klub Maribor, club più titolato dell’intera Slovenia.